# Trinajsta egipčanska dinastija
Trinajsta egipčanska dinastija se pogosto združuje z Enajsto, Dvanajsto in Štirinajsto dinastijo v Srednje egipčansko kraljestvo. Nekateri avtorji jo vključujejo v skupino od Štirinajste do Osemnajste dinastije, ki tvori Drugo vmesno obdobje Egipta. Trinajsta dinastija je vladala od okoli 1803 pr. n. št. do okoli 1649 pr. n. št., se pravi 154 let.
Bila je neposredna  naslednica Dvanajste dinastije. Za njenega prvega vladarja velja, da je bil sin Amenemheta IV.  Kim Ryholt domneva, da je prenos oblasti z Dvanajste na Trinajsto dinastijo v vzhodni delti Nila povzročil dogodek, ki se je zgodil med vladanjem kraljice Sobekneferu.
Faraoni Trinajste dinastije so vladali iz Memfisa celemu Srednjemu in Gornjemu Egiptu do drugega katarakta na jugu. Moč Trinajste dinastije je od samega začetka postopoma usihala in se končala s hiško zasedbo Memfisa okoli leta 1650 pr. n. št.

## Vladarji
V preteklosti se je vladavina Trinajste dinastije opisovala kot obdobje kaosa in nereda. Stanje je bilo verjetno bolj mirno, kot se je domnevalo, ker je bila centralna vlada večino dinastije v  Ititaviju  pri Fajumu in je bila relativno stabilna. Za obdobje je bilo nedvomno značilno upadanje moči vladarjev, saj je veliko faraonov vladalo zelo malo časa in so slabo dokazani. Povsem jasno je, da niso bili iz ene družine in da so bili nekateri preprosti državljani. Zaradi pomanjkanja spomenikov in zapisov je natančno kronologijo dinastije težko določiti. Nekateri vladarji so znani samo iz odlomkov napisov ali s skarabejev. Imena in vrstni red faraonov so povzeti po Dodsonu in Hiltonu in  Ryholtu.
| Slika | Ime             | Komentar | Vladanje                                                                   |
| ----- | --------------- | --- | -------------------------------------------------------------------------- |
|       | Sobekhotep I.   | Prevladuje hipoteza, da je bil Sobekhotep ustanovitelj dinastije. Starejše študije so za ustanovitelja štele Vegafa. Sobekhotepova vladavina je dobro dokumentirana. | 1802–1800 pr. n. št.                                                       |
|       | Sonbef          | Morda Sobekhotepov brat in sin Amenemheta IV. | 1800–1796 pr. n. št.                                                       |
|       | Nerikare        | - | 1796 pr. n. št.                                                            |
|       | Amenemhet V.    | Vladal tri ali štiri leta. | 1796–1793 pr. n. št.                                                       |
|       | Ameni Kemau     | Pokopan v svoji piramidi v južnem Dahšurju. | 1795–1792 pr. n. št.                                                       |
|       | Hotepibre       | Imenovan tudi Sehotepibre. | 1792–1790 pr. n. št.                                                       |
|       | Iufni           | Znan samo s Torinskega seznama kraljev. | Zelo malo časa, morda okoli 1790 – 1788 pr. n. št.                         |
|       | Amenemhet VI.   | - | 1788–1785 pr. n. št.                                                       |
|       | Semenkare       | - | 1785–1783 pr. n. št. ali 1739 pr. n. št.                                   |
|       | Sehetepibre     | - | 1783–1781 pr. n. št.                                                       |
|       | Sevadžkare I.   | Znan samo s Torinskega seznama kraljev. |                                                                            |
|       | Nedžemibre      | Znan samo s Torinskega seznama kraljev. | 7 mesecev leta 1780 pr. n. št. ali 1736 BC                                 |
|       | Sobekhotep II.  | - | Vladal približno tri leta, 1780 - 1777 pr. n. št.                          |
|       | Renseneb        | Vladal 4 mesece | 1777 pr. n. št.                                                            |
|       | Hor I.          | Slaven zaradi nedotaknjene grobnice in kipa Ka. | Vladal 1 leto in 6 mesecev, 1777–1775 BC                                   |
|       | Sekemre         | Morda sin Hora I. | Ocenjeno na tri leta, 1775–1772 pr. n. št.                                 |
|       | Džedheperu      | Morda sin Hora I. | Ocenjena na 2 leti, 1772–1770 pr. n. št.                                   |
|       | Sebkaj          | Morda dva kralja, Seb in njegov sin Kaj. |                                                                            |
|       | Sedžefakare     | Dobro dokumentiran kralj, dokazan na številnih stelah in drugih dokumentih.                                                                                          | 5 do 7 let ali 3 leta, 1769 - 1766 pr. n. št.                              |
|       | Vegaf           | V starih študijah ustanovitelj dinastije. | okoli 1767 pr. n. št.                                                      |
|       | Hendžer         | Morda prvi semitsko govoreči faraon. Zgradil Hendžerjevo piramido v Sakari.                                                                                          | Najmanj 4 leta in 3 mesece okoli 1765 pr. n. št.                           |
|       | Imiremeša       | Dokazan na dveh kolosalnih kipih. | Vladal manj kot 10 le od leta 1759 pr. n. št. ali 1711 pr. n. št. .        |
|       | Intef IV.       | - | ?                                                                          |
|       | Set I.          | - | ?                                                                          |
|       | Sobekhotep III. | 4 leta in 2 meseca. | Okoli 1755–1751 pr. n. št.                                                 |
|       | Neferhotep I.   | 11 let. | 1751–1740 pr. n. št.                                                       |
|       | Sihator         | Kratkotrajen sovladar brata Neferhotepa I. | 1739 pr. n. št.                                                            |
|       | Sobekhotep IV.  | 10 ali 11 let. | 1740–1730 pr. n. št.                                                       |
|       | Sobekhotep V.   | - | Okoli 1730 pr. n. št.                                                      |
|       | Sobekhotep VI.  | 4 leta 8 mesecev in 29 dni. | Okoli 1725 pr. n. št.                                                      |
|       | Ibiau           | 10 let in 8 mesecev. | 1725–1714 pr. n. št. ali 1712–1701 pr. n. št.                              |
|       | Aj I.           | Najdlje vladajoči kralj v dinastiji. | 23 let, 8 mesecev in 18 dni, 1701–1677 pr. n. št. ali 1714–1691 pr. n. št. |

Naslednji faraoni iz Trinajste dinastije so dokazani samo na najdbah v Gornjem Egiptu, kar kaže, da so prestolnico iz Ititavija preselili v Tebe. Daphna Ben Tor je prepričana, da je bila selitev posledica invazije kanaanskih vladarjev v vzhodno delto Nila in memfiško regijo. Za druge avtorje dogodek označuje konec Srednjega kraljestva in začetek drugega vmesnega obdobja Egipta. Ryholt in Baker takšen zaključek zavračata s trditvijo, da stela Sehekenre Sankptahija, ki je vladal proti koncu dinastije, kaže, da je vladal tudi v memfiški regiji. Stela je, na žalost, neznanega porekla.
| Slika | Ime               | Komentar                                                         | Vladanje                                                                      |
| ----- | ----------------- | ---------------------------------------------------------------- | ----------------------------------------------------------------------------- |
|       | Ini I.            | Morda sin svojega predhodnika.                                   | 2 leti 3 ali 4 mesece in 9 dni, 1677–1675 pr. n. št. ali 1691–1689 pr. n. št. |
|       | Sevadžtu          | Dokazan samo na Torinskem seznamu kraljev.                       | 3 leta in2–4 mesece, 1675–1672 pr. n. št.                                     |
|       | Ined              | Morda ista oseba kot Neferhotep II.                              | 3 leta, 1672–1669 BC                                                          |
|       | Hori II.          | 5 let.                                                           | ?                                                                             |
|       | Sobekhotep VII.   | 2 leti in 6 mesecev.                                             | 1664–1663 pr. n. št.                                                          |
|       | Osem faraonov     | Imena izgubljena na izgubljenem delu Torinskega seznama kraljev. | 1663 pr. n. št.. - ?                                                          |
|       | Merheperre        | -                                                                | Nekje med 1663 pr. n. št. in 1649 pr. n. št.                                  |
|       | Merkare           | Dokazan samo na Torinskem seznamu kraljev.                       | Nekje med 1663 pr. n. št. in 1649 pr. n. št.                                  |
|       | Izgubljeno ime    | -                                                                | ?                                                                             |
|       | Mentuhotep V.     | -                                                                | Okoli 1655 pr. n. št.                                                         |
|       | […]mosre          | -                                                                | ?                                                                             |
|       | Ibi […]maatre     | -                                                                | ?                                                                             |
|       | Hor[…] […]webenre | -                                                                | ?                                                                             |
|       | Se...kare         | ?                                                                | ?                                                                             |
|       | Sankptah          | Morda sin svojega predhodnika.                                   | ?                                                                             |
|       | ...re             | ?                                                                | ?                                                                             |
|       | Se...enre         | ?                                                                | ? - 1649 pr. n. št.                                                           |

Kronološkega položaja naslednjih dokazanih vladarjev se zaradi pomanjkanja dokazov ne da zanesljivo določiti.
| Slika | Ime         | Komentar                          | Vladanje               |
| ----- | ----------- | --------------------------------- | ---------------------- |
|       | Dedumoz I.  | Morda kralj Šestnajste dinastije. | okoli. 1654 pr. n. št. |
|       | Dedumoz II. | Morda kralj Šestnajste dinastije. | ?                      |
|       | Senaibiu    | Pozna Trinajsta dinastija.        | Po letu 1660 pr n. št. |
|       | Senaib      | Morda kralj Abidoške dinastije.   | ?                      |
|       | Meršepsesre | Pozna Trinajsta dinastija.        | ?                      |

### Sobekhotep I. in II.
Sobekhotep I. Sekemre Hutavi ali Sobekhotep I. velja za ustanovitelja in prvega vladarja Trinajste dinastije. Ryholt mu pripisuje tri ali štiri leta vladanja okoli leta 1800 pr. n. št. Za njegovega naslednika Sobekhotepa II. trdi, da je vladal 20 let okoli 1780 pr. n. št.  Dodson in Hilton imata podobno mnenje.

### Nasledniki
Ko je disciplina v trdnjavah na jugu Egipta popustila, je vlada iz njih umaknila posadke. Trdnjave je kmalu zatem zasedla vojska vedno močnejšega nubijskega kraljestva Kuš. Na severu so Egipt preplavili Hiksi, semitsko ljudstvo iz Kanaana. V zahodnem delu Nilove delte je v pozni Trinajsti dinastiji nastala neodvisna Štirinajsta dinastija. Maneton piše, da so v to nestabilno dvovladje prišli Hiksi in "brez odpora zasedli Egipt, premagali lokalne vladarje in brez milosti požgali mesta in z zemljo zravnali templje bogov." Njihov režim je imenoval Petnajsta egipčanska dinastija, ki je v večini Egipta prevzela oblast Trinajste in Štirinajste dinastija.
Nedavne arheološke najdbe v Edfuju bi lahko pomenile, da so bili Hiksi v Egiptu že najmanj  od sredine Trinajste dinastije oziroma vladavine Sobekhotepa IV. To bi hkrati lahko pomenilo, da Trinajsta dinastija ob Sobekhotepovem prihodu na oblast ni obvladovala celega Egipta in da sta se Trinajsta in Štirinajsta dinastija prekrivali, čeprav je bil Sobekhotep IV. eden od najmočnejših vladarjev Trinajste dinastije. Manetonova trditev, da so Hiksi nasilno prevzeli oblast v Egiptu, bi lahko bila del kasnejše egipčanske propagande. Bolj verjetno je, da so Hiksi postopoma zasedali ozemlje, ki ga ni več obvladovala propadajoča Trinajsta dinastije. Z zasedbo Memfisa se je Trinajsta dinastija končala. 
To analizo in zaključke egiptolog Robert Porter zavrača in trdi, da je hiški vladar Hajan vladal mnogo kasneje kot Sobekhotep IV. (po konvencionalnih kronologijah je med njima vrzel okoli sto let) in da so odkrite faraonove pečate uporabljali še dolgo po njegovi smrti. Njegovi pečati zato ne morejo biti dokaz, da sta bila on in Hajan sodobnika.
Zadnji v Gornjem in Spodnjem Egiptu dokazan vladar Trinajste dinastije je bil Merneferre Aj. Njegovi nasledniki od Merhotepre Inija dalje so dokazani samo v Gornjem Egiptu.

## Vir
- Clayton, Peter A. Chronicle of the Pharaohs: The Reign-by-Reign Record of the Rulers and Dynasties of Ancient Egypt. London: Thames & Hudson Ltd., 2006. ISBN 0500286280.